# ステファン・ストランドベルグ
- ステファン・ストランベリ

ケン・レミ・ステファン・ストランドベルグ（Ken Remi Stefan Strandberg 、1990年7月25日 - ）は、ノルウェー・ヴェスト・アグデル県リングダル出身の元サッカー選手。現役時代のポジションは、ディフェンダー。日本のサッカーメディアでは『ステファン・ストランベリ』と紹介されることもある。

## クラブ経歴
2021年7月23日、USサレルニターナ1919と延長オプション付きの1年契約を締結した。

## 代表経歴
U-15年代からノルウェー代表に選出されており、UEFA U-21欧州選手権2013ではキャプテンを務めた。

## タイトル

### 個人
- UEFA U-21欧州選手権2013ベストイレブン[4]